# Жиличи (деревня, Могилёвская область)
Жи́личи (бел. Жылічы) — деревня в Добоснянском сельсовете Кировского района Могилёвской области. Расположена в 30 километрах на юго-запад от Кировска на берегу реки Добосна (приток Днепра).
Рядом с деревней расположен агрогородок с таким же названием.

## История
Поселение известно с XVI века, тогда относилось к Минскому воеводству Великого княжества Литовского. В 1567 году упоминается как село Жилица (бел. Жыліца), являлось шляхетской собственностью.
В 1930-х годах жители деревни вступили в колхоз. Во время Великой Отечественной войны с конца июня 1941 года до конца июня 1944 года была оккупирована немецкими войсками. 4 местных жителя погибли на фронте.
По переписи 1959 года население деревни 229 жителей, в 1970 — 340, в 1986 — 134, в 2002 — 63, в 2007 — 48 жителей. Деревня относилась к совхоз‑техникуму «Жиличи».

## Известные уроженцы

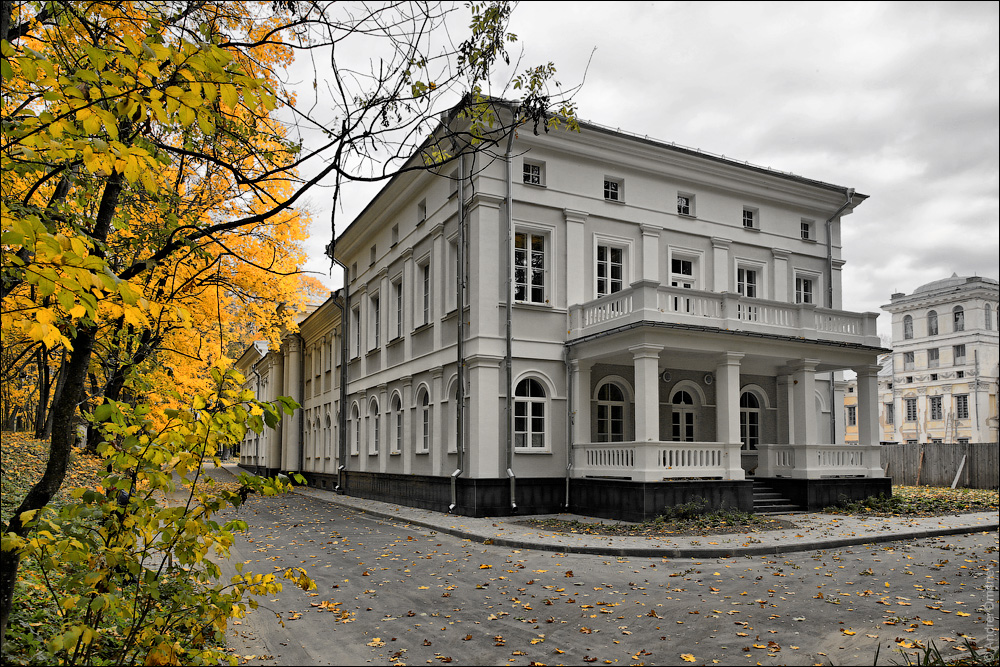
Дворец Булгаков

В Жиличах родился Евгений Матвеевич Замерфельд (1912—1980) — белорусский писатель, поэт и критик.

## Достопримечательности
В нескольких сотнях метров от деревни Жиличи расположен агрогородок Жиличи в котором находится памятник архитектуры республиканского значения — Дворцово-парковый ансамбль Булгаков.